# Trofeo Nissan Sunny
El Trofeo Nissan Sunny, o más conocido como Trofeo Nissan Cidef, fue un campeonato de automovilismo en pista disputado en Chile el año 1990, siendo aceptado solo el modelo Nissan Sunny B11 Sedan de 1.500 c.c. fabricado entre 1989 y 1990, sin preparaciones y con sus componentes originales.
Esta categoría tiene el récord de más pilotos inscritos en el automovilismo Chileno en un solo campeonato, promediando los 40 participantes por fecha, superando el récord de la Monomarca Fiat 125 de 1985 con 36 participantes, récord no superado hasta el día de hoy por ninguna categoría en competencia, también debuta la primera mujer en correr en automovilismo en pista en una grilla compuesta solo por pilotos varones, Francisca Cortés, como también ser el primer campeonato en puntuar a los diez primeros clasificados en carrera y contar con el último piloto fallecido en el automovilismo Chileno, Carlos Polanco Álvarez.

## Historia
El debut del Trofeo Nissan Cidef, fue el 1 de abril de 1990, cinco fechas después de que el ente organizador donde estaba inserto el campeonato, iniciara su temporada (FOTA, organizador de la Fórmula Tres Chilena) los pilotos en su mayoría, representaban a automotoras asociadas con Cidef, el representante oficial de Nissan en Chile, los pilotos eran en su mayoría debutantes o que no tenían experiencia en automovilismo en pista, las rondas de clasificación comenzaban en día sábado con los 40 participantes, y los mejores 26 clasificados participaban en la carrera final que se realizaría el día domingo.
El campeón después de 8 fechas, fue Juan Pablo Silva del equipo Automotriz Eliseo Salazar, que disputó palmo a palmo el campeonato con Carlos Polanco, quien lamentablemente perdió la vida en la última fecha disputada en el autódromo Roca Roja en Antofagasta.

## Pilotos y equipos
| N° | Piloto                | Procedente de | Patrocinadores                                                                          |
| -- | --------------------- | ------------- | --------------------------------------------------------------------------------------- |
| 2  | Juan Francisco Molina | Valdivia      | Autovald - Liqui Moly - Discoteque Quartier                                             |
| 3  | Cristián Silva        | Santiago      | Automotora Correa - Hertz Rent a Car - Lubricantes Motul                                |
| 4  | Oscar Rojas           | Santiago      | Nissan Oscar Rojas                                                                      |
| 5  | Nelson Ayala          | Santiago      | Nissaya Automotriz - Discoteque Caledonia                                               |
| 6  | Francisca Cortés      | Santiago      | Pompeyo Carrasco - Ocean Pacific - Haras Mocito Guapo                                   |
| 7  | Matías Kappes         | Santiago      | Autoven S.A. - Dash                                                                     |
| 8  | Juan Pablo Silva      | Santiago      | Automotriz Eliseo - Cera Kit - Lubricantes Motul - Kenwood                              |
| 9  | Rolando Bienzobas     | San Felipe    | Tocornal Autos                                                                          |
| 10 | Manuel Olivier        | Temuco        | Nissan Horta                                                                            |
| 11 | Gastón Silva          | Santiago      | Autoven S.A. - Dash                                                                     |
| 12 | Patricio Moraga       | Santiago      | Nissan Plaza Italia - Liqui Moly                                                        |
| 13 | Enrique Barriga       | Calama        | Nissan Antofagasta                                                                      |
| 14 | Pablo Baeza           | Santiago      | Bio Fit                                                                                 |
| 16 | Mauricio Bustos       | Santiago      | Nissaya Automotriz - Discoteque Caledonia                                               |
| 17 | Iván Silva            | Santiago      | ISQ Automotriz - Lubricantes Elf - Goodyear Eagle Racing Tyres                          |
| 18 | Walter Meza           | Santiago      | Nissaya Automotriz - Automotriz Miranda                                                 |
| 19 | Ignacio Fernández     | Santiago      | Centro Nissan Jorge Rees                                                                |
| 20 | Eduardo Fernández     | Santiago      | Automotora Agustinas - Lubricantes Chevron - Remolques Montenegro                       |
| 21 | Rodolfo Moraga        | Curicó        | Comercial Los Nogales                                                                   |
| 22 | Mauricio Ayala        | Santiago      | Nissaya Automotriz - Discoteque Caledonia                                               |
| 23 | Javier Fernández      | Puerto Montt  | Autovald - Liqui Moly - Discoteque Quartier                                             |
| 24 | Alejandro Bengolea    | Santiago      | Centro Nissan Jorge Rees - Diario La Tercera - ARA Aire Acondicionado - Hawaiian Tropic |
| 25 | Carlos Polanco (†)    | Viña del Mar  | Gastón Ross y Cia.- Kenwood - Copec - Ladeco                                            |
| 26 | Eduardo Beaumont      | Santiago      |                                                                                         |
| 27 | Gerardo Rosselot      | Viña del Mar  | Automotriz Rosselot - Pinturas Andina - Bert Rent a Car                                 |
| 28 | Tomás Puig            | Temuco        | Nissan Juan Puig - Esso                                                                 |
| 29 | Juan Puig             | Temuco        | Nissan Juan Puig - Esso                                                                 |
| 30 | Juan Pablo Baudet     | Santiago      | Errol´s                                                                                 |
| 31 | Ricardo Infante       | Santiago      | Valvoline - Fox Autos                                                                   |
| 32 | Sergio Rodríguez      | Santiago      | Harting Henkel - Agorex - Pegafix - Pattex Massapox                                     |
| 33 | Eduardo Valenzuela    | Santiago      | Pisco Control                                                                           |
| 34 | Jaime Fernández       | Valdivia      | Autovald - Liqui Moly - Discoteque Quartier                                             |
| 35 | Carlos Verdugo        | Santiago      | Gaston Ross y Cia. - Automotriz Carlos Verdugo                                          |
| 36 | Gabriel Délano        | Santiago      | Fila - Teleflet                                                                         |
| 37 | Luis Meyerholz        | Santiago      | Automotriz San Cristóbal                                                                |
| 38 | Sergio Montané        | Santiago      | Comercial Vitacura                                                                      |
| 39 | Jaime Quiroga         | Vallenar      | Transportes Quiroga                                                                     |
| 40 | Julio Santibáñez      | Santiago      |                                                                                         |

TEMPORADA
| Fº  | Día             | Circuito                | Ciudad      | Ganador                                            | Equipo                                     |
| --- | --------------- | ----------------------- | ----------- | -------------------------------------------------- | ------------------------------------------ |
| 1.º | 1 de abril      | Autódromo Las Vizcachas | Santiago    | Cristián Silva                                     | Automotora Correa - Hertz Rent a Car       |
| 2.º | 6 de mayo       | Autódromo Las Vizcachas | Santiago    | Cárlos Polanco Jr.                                 | Gastón Ross y Cia. - Kenwood               |
| 3.º | 3 de junio      | Autódromo Las Vizcachas | El Belloto  | Eduardo Fernández                                  | Automotora Agustinas - Lubricantes Chevrón |
| 4.º | 5 de agosto     | Autódromo Las Vizcachas | Santiago    | Carrera anulada por accidente en la segunda vuelta |                                            |
| 5.º | 2 de septiembre | Autódromo Las Vizcachas | Santiago    | Juan Pablo Silva                                   | Automotriz Eliseo Salazar - Motul          |
| 6.º | 14 de octubre   | Autódromo Las Vizcachas | Santiago    | Cárlos Polanco Jr.                                 | Gastón Ross y Cia. - Kenwood               |
| 7.º | 11 de noviembre | Autódromo Las Vizcachas | Santiago    | Cristián Silva                                     | Automotora Correa - Hertz Rent a Car       |
| 8.º | 25 de noviembre | Autódromo Roca Roja     | Antofagasta | Juan Pablo Silva 1                                 | Automotriz Eliseo Salazar - Motul          |

1 Se declara ganador después de pasar en primer lugar antes de ser detenida la carrera por accidente
- Datos: Q6153125